# Франкфурт Ушер Іойнович
Ушер Іойнович Франкфурт (нар. 1908, Жмеринка — пом. 1982, Москва) — радянський фізик.

## Праці
- Франкфурт У. И. Очерки по истории специальной теории относительности. — Москва: Издательство Академии наук СССР, 1961.
- Франкфурт У. И., Френк А. М. Джозайя Виллард Гиббс. — Москва: Наука, 1964.
- Лебединский А. В., Франкфурт У. И., Френк А. М. Гельмгольц (1821—1894). — Москва: Наука, 1966.
- Кляус Е. М., Погребысский И. Б., Франкфурт У. И. Паскаль (1623—1662). — Москва: Наука, 1971.
- Франкфурт У. И. У истоков квантовой теории. — Москва: Наука, 1975.